# Welkomzwaluw
De welkomzwaluw (Hirundo neoxena) is een zwaluw uit het geslacht Hirundo.

## Verspreiding en leefgebied
Deze soort komt voor in Australië en Nieuw-Zeeland en telt twee ondersoorten:
- H. n. carteri: zuidwestelijk Australië.
- H. n. neoxena: zuidelijk-centraal en oostelijk Australië, Nieuw-Zeeland en eilanden.

## Status
De grootte van de populatie is niet gekwantificeerd maar de soort wordt omschreven als algemeen. Op de Rode lijst van de IUCN heeft deze soort de status niet bedreigd.